# Schoenoplectiella leucantha
Schoenoplectiella leucantha là loài thực vật có hoa trong họ Cói. Loài này được (Boeckeler) Lye mô tả khoa học đầu tiên năm 2003.